# Nicola Mancino

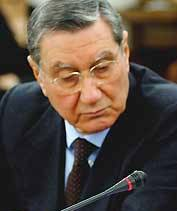
Nicola Mancino (2008)

Nicola Mancino (* 15. Oktober 1931 in Montefalcione, Provinz Avellino) ist ein ehemaliger italienischer Politiker der Democrazia Cristiana (DC), der Partito Popolare Italiano (PPI) sowie zuletzt der Partei La Margherita - Democrazia è Libertà.

## Leben
Mancino studierte nach dem Schulbesuch Rechtswissenschaft und war nach dem Abschluss als Rechtsanwalt und später als Publizist tätig. Zunächst engagierte er sich daneben in der Regionalpolitik und war sowohl 1971 bis 1972 als auch 1975 bis 1976 Präsident der Region Kampanien.
Am 20. Juni 1976 wurde er erstmals als Kandidat der DC zum Mitglied in den Senato della Repubblica (Senat) gewählt und gehörte diesem zunächst bis zu seinem Rücktritt am 29. Juli 1992 an. Während seiner langjährigen Senatszugehörigkeit war er Mitglied zahlreicher Ständiger Ausschüsse sowie unter anderem von September 1977 bis Juli 1981 Vizeversorsitzender des Ständigen Ausschusses für Verfassungsfragen.
Im Januar 1981 wurde er zudem Vizevorsitzender der Fraktion der DC im Senat und hatte diese Funktion bis Juli 1983 inne und war danach zwischen Oktober 1983 und Juli 1984 deren amtierender Vizepräsident. Im Anschluss war er bis Dezember 1985 Vorsitzender der DC-Fraktion im Senat und übte dieses Amt erneut von Juli 1987 bis Juli 1989 sowie zwischen April und Juni 1992 aus.
Am 28. Juni 1992 wurde er von Ministerpräsident Giuliano Amato zum Innenminister in dessen erstem Kabinett ernannt und behielt dieses Ministeramt auch in der anschließenden ersten Regierung von Ministerpräsident Carlo Azeglio Ciampi bis zum 19. April 1994. Zugleich war er vom 29. April 1993 bis zum 19. April 1994 Minister ohne Geschäftsbereich mit der Verantwortung für die Koordination des Zivilschutzes.
Nach der Auflösung der DC wurde er Mitglied der Partito Popolare Italiano (PPI) und für diese am 27. März 1994 wieder in den Senat gewählt, dem er nunmehr bis zu seinem Rücktritt am 24. Juli 2006 angehörte. Zwischen April 1994 und Mai 1996 war er zudem Vorsitzender der PPI-Fraktion im Senat.
Im Anschluss wurde er am 9. Mai 1996 Senatspräsident und bekleidete dieses Amt etwas über fünf Jahre bis zum 29. Mai 2001.
Mancino, der zuletzt der aus der PPI hervorgegangenen Partei La Margherita - Democrazia è Libertà angehörte, wurde am 9. April 2006 letztmals zum Senator gewählt, legte dann aber drei Monate später sein Mandat nieder. Zuletzt war er vom 6. Juni bis zum 11. Juli 2006 noch Vorsitzender des Ständigen Ausschusses für Verfassungsfragen.
Nach seinem Ausscheiden aus dem Senat wurde er am 1. August 2006 Vizepräsident des Consiglio Superiore della Magistratura (Oberster Gerichtsrat) und war dort bis zum 2. August 2010 tätig.